# أندريه (رسام)
أندريه (بالفرنسية: André) هو فنان جرافيتي ‏ ورسام فرنسي، ولد في 2 يوليو 1971 في أوبسالا في السويد.

## وصلات خارجية
- أندريه على موقع IMDb (الإنجليزية)
- أندريه على موقع IMDb (الإنجليزية)
- أندريه على موقع ميوزك برينز (الإنجليزية)
- أندريه على موقع قاعدة بيانات الأفلام السويدية (السويدية)
- أندريه على موقع ديسكوغز (الإنجليزية)
- أندريه على موقع كينوبويسك (الروسية)